# Platyla orthostoma
Platyla orthostoma es una especie de molusco gasterópodo de la familia Aciculidae en el orden de los Mesogastropoda.

## Distribución geográfica
Es endémica de Bulgaria. 